# أليكس كافي
أليكس كافي (بالإيطالية: Alex Caffi)‏ مواليد 18 مارس 1964، هو سائق فورملا 1 إيطالي سابق كان قد بدأ مسيرته الاحترافية سنة 1986. كان أول سباق له هو جائزة إيطاليا الكبرى 1986. خاض خلال مسيرته 77 سباقاً.

## النشأة
ولد كافي في روفاتو (مقاطعة بريشيا) في شمال إيطاليا. أمضى ثلاث سنوات في الفورمولا 3 الإيطالية من عام 1984 إلى عام 1986، وحصل على المركز الثاني في عامي 1984 و1985، ثم المركز الثالث في عام 1986. شهد عام 1986 أيضًا قيامه برحلة لمرة واحدة مع فريق Osella Formula One.

## سباقات شارك فيها
- لو مان 24 ساعة
- بطولة العالم للسيارات الرياضية
- بطولة فورمولا 3 الإيطالية

## روابط خارجية
- أليكس كافي على موقع DriverDB.com (الإنجليزية)
- أليكس كافي على موقع eWRC-results.com (الإنجليزية)
- أليكس كافي على موقع CONI honoured athlete website (الإيطالية)